# Jardín Conmemorativo de Tulipanes Indira Gandhi

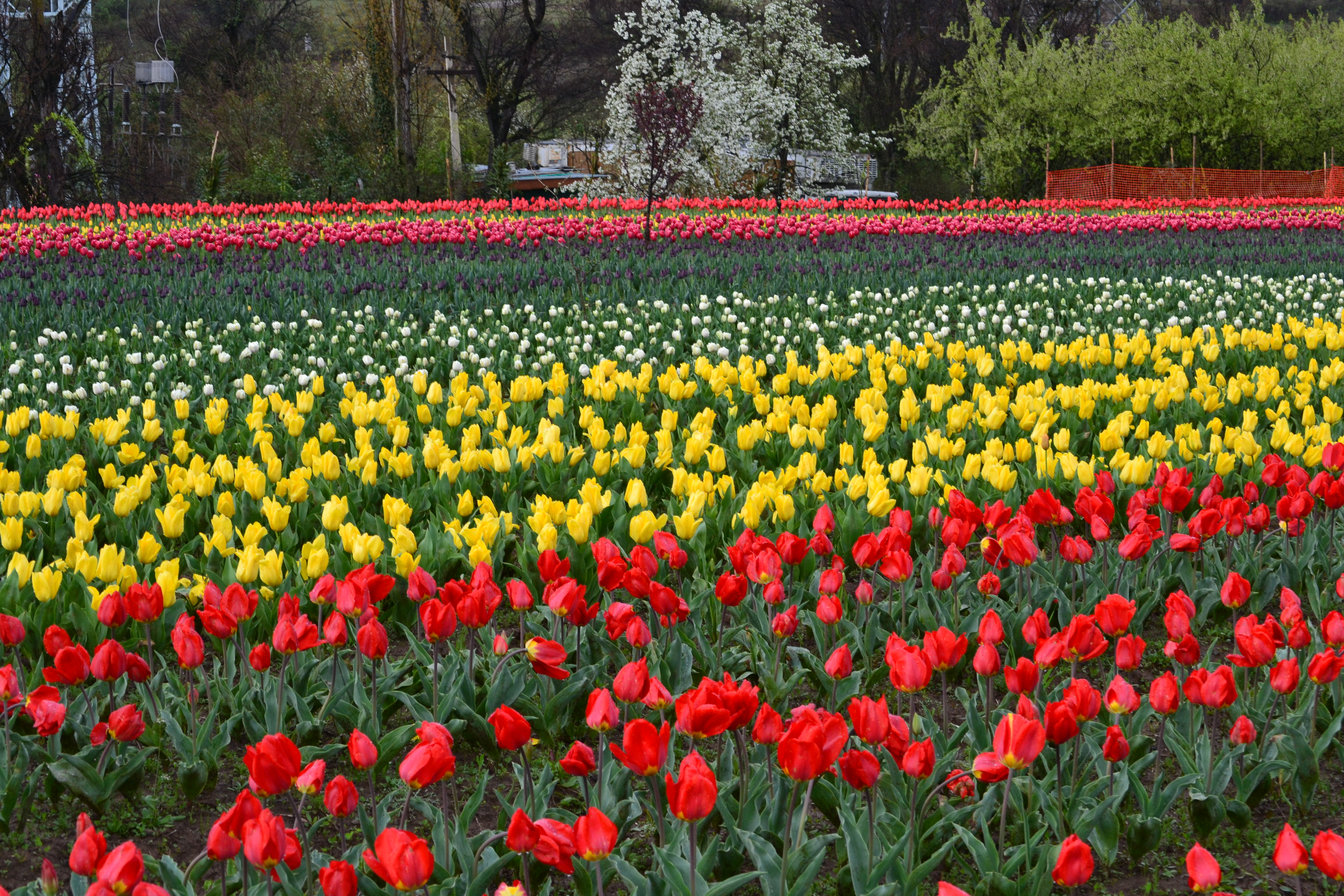
Muestra de las plantaciones

El Jardín Conmemorativo de tulipanes Indira Gandhi, antiguamente llamado Siraj Bagh, es un jardín en la ciudad india de Srinagar, en el territorio de Jammu y Cachemira. Es el jardín de tulipanes más grande de Asia, con una extensión aproximada de 30 hectáreas (300,000 m2). Está situado al pie de la Cordillera Zabarwan, a orillas del lago Dal. El jardín se inauguró en 2008 con el objetivo de impulsar la floricultura y el turismo en el Valle de Cachemira.
En la primavera de 2021, el más de millón y medio de bulbos de tulipán plantados en el jardín era de sesenta y dos variedades diferentes. Los bulbos proceden originalmente del jardín de tulipanes de Keukenhof en Ámsterdam. Además de los tulipanes, hay otras 46 especies bulbosas, entre ellas narcisos, jacintos y ranúnculos, también traídas de Holanda.

## Festival del tulipán
El Festival del tulipán es una celebración anual que forma parte del Bahaar-e-Kashmir (primavera de Kashmir). El festival, que comienza el 1 de abril y dura quince días, está organizado por el gobierno de Jammu y Cachemira y tiene como propósito fomentar el turismo en el valle.
En el festival también se desarrollan actividades culturales, entre ellas la muestra de artesanía local, música de Kashmir y degustación de la gastronomía típica de Cachemira.